# Renault Galion
De Renault Galion (andere namen: Renault 2500 kg of 2 T 5) was een serie bestel- en lichte vrachtwagens met een laadvermogen van 2,5 ton. Ze werden tussen 1947 en 1957 door de Franse fabrikant Renault geproduceerd en vervolgens tussen 1957 en 1965 door dochteronderneming Saviem.

## Geschiedenis
In 1947 lanceerde Renault deze nieuwe serie vrachtwagens ter vervanging van de Renault AHx-serie. Het werd geproduceerd in de hoofdfabriek van Renault in Boulogne-Billancourt. In 1957 verplaatste het bedrijf de productie van een deel van de kleine bedrijfsvoertuigen naar de fabriek van Saviem in Blainville-sur-Orne.
Het waren de Renault 1T4, met een laadvermogen tot 1,4 ton, en de Renault 2T5 met een groter laadvermogen tot 2,5 ton. Omstreeks 1959 werden de namen Goélette en Galion officieel geïntroduceerd. De productie werd overgeheveld van Renault naar Saviem. In 1961 produceerde Saviem tussen de 50 en 60 Galions per dag.
In 1965 introduceerde Saviem, na diverse herzieningen van het Galion-ontwerp, de modernere en krachtigere Saviem Super Galion serie, en werd de productie van de oudere Galion na bijna twintig jaar stopgezet. 

## Beschrijving
Het voertuig werd aangeboden met diverse motoren, voor benzine en diesel. Het waren veelal viercilinder in lijn motoren met een vermogen rond de 55 paardenkracht. Het voertuig had alleen aandrijving op de achterwielen via een cardankoppeling, gekoppeld aan een handgeschakelde versnellingsbak met vier versnellingen.
In 1962 werd een nieuwe dieselmotor voor de Galion geïntroduceerd. De Perkins motor werd vervangen door een dieselmotor van eigen ontwerp, de Renault 580, met een vermogen van 59 pk bij 2900 toeren per minuut.
De voertuigen zijn onder vele namen en type-aanduidingen op de markt gebracht, zoals R2160, R2161, R2162, R2163, R2164, R2165, R2166, R2167, R2168 en R2169 voor de uitvoeringen met een benzinemotor. De voertuigen met dieselmotoren werden aangeduid als R4166, R4168, R4240, R4242, R4243, R4244, R4245, R4246 en R4247.

## Foto’s

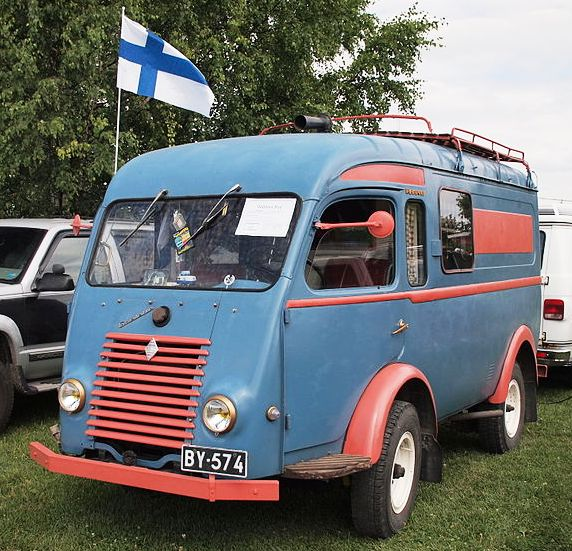
De Goélette, de lichtere versie van de Galion
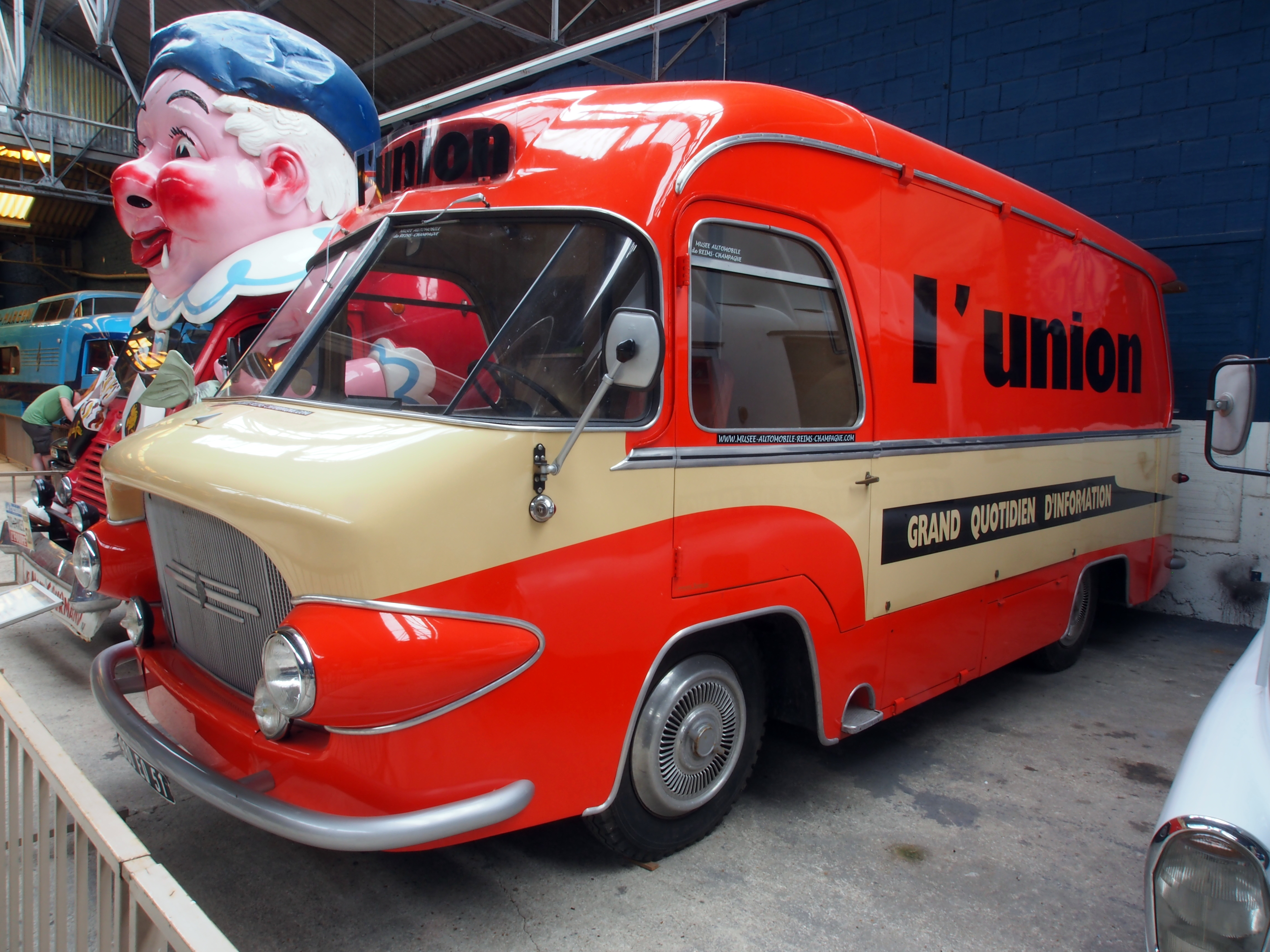
Busversie van de Renault Galion
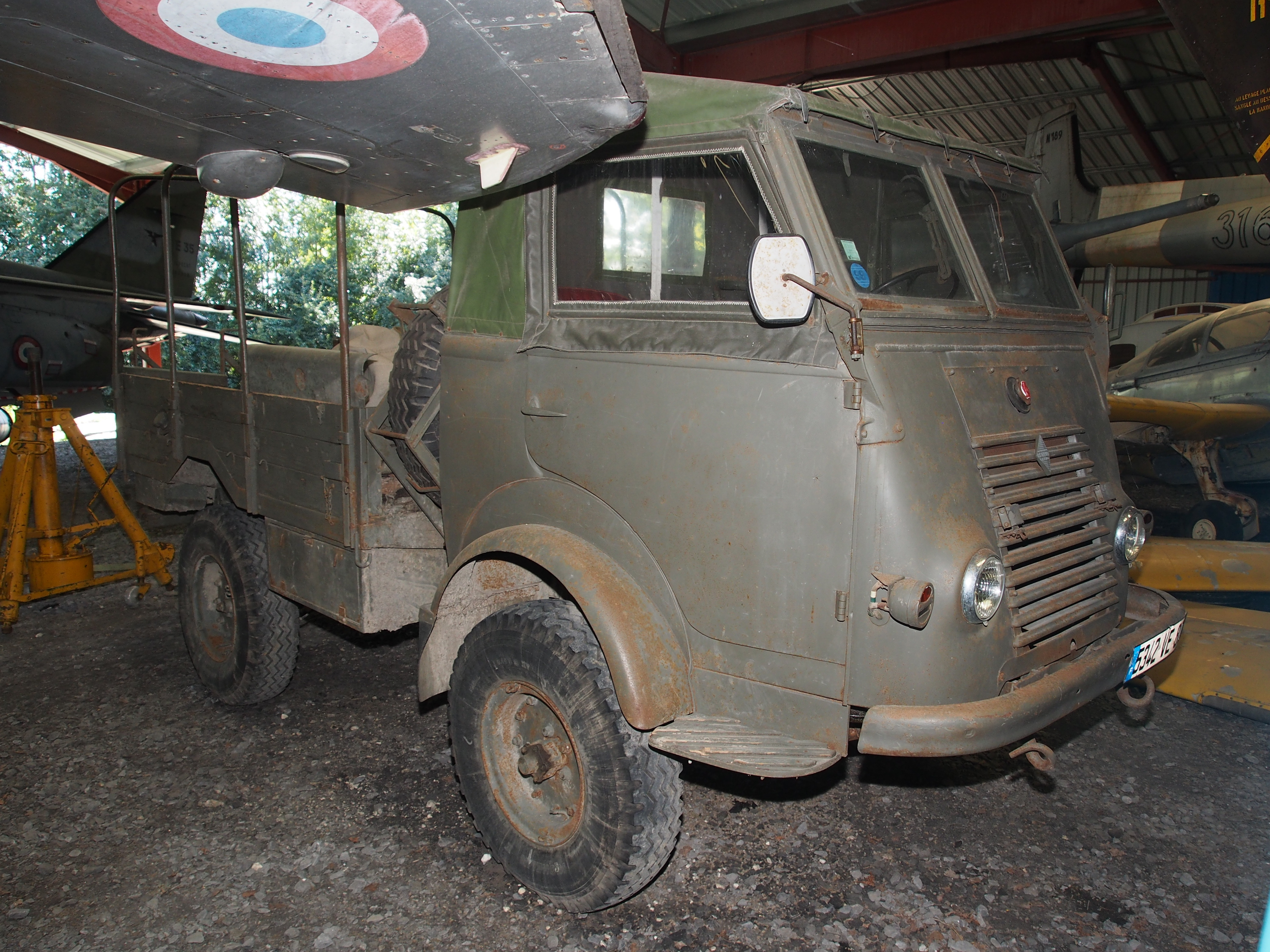
Militaire versie met vierwielaandrijving